# ان‌جی‌سی ۱۵۵
ان‌جی‌سی ۱۵۵ (انگلیسی: NGC 155) نام یک کهکشان عدسی در صورت فلکی نهنگ است.